# جو هيغينز
جو هيغينز (بالإنجليزية: Joe Higgins)‏ هو سياسي أيرلندي، ولد في 20 مايو 1949 في جمهورية أيرلندا. حزبياً، نشط في الحزب الاشتراكي ‏ وحزب العمال (جمهورية أيرلندا).

## مناصب
- في الانتخابات العمومية الإيرلندية 1997 [الإنجليزية]‏، انتخب نائب دييل عن دائرة دبلن الغربية [الإنجليزية]‏ وقد انضم خلال فترته النيابية ‏ (26 يونيو 1997 – 25 أبريل 2002)  للكتلة البرلمانية الحزب الاشتراكي [الإنجليزية]‏.
- في الانتخابات العمومية الإيرلندية 2002 [الإنجليزية]‏، انتخب نائب دييل عن دائرة دبلن الغربية [الإنجليزية]‏ وقد انضم خلال فترته النيابية ‏ (6 يونيو 2002 – 26 أبريل 2007)  للكتلة البرلمانية الحزب الاشتراكي [الإنجليزية]‏.
- في انتخابات البرلمان الأوروبي 2009، انتخب عضو في البرلمان الأوروبي عن دائرة دبلن [الإنجليزية]‏ لترشحه ضمن  قائمة الحزب الاشتراكي [الإنجليزية]‏، وقد انضم خلال فترته النيابية (14 يوليو 2009 – 9 مارس 2011)  للكتلة البرلمانية اليسار المتحد الأوروبي-اليسار الأخضر النوردي.
- في الانتخابات العمومية الأيرلندية 2011 [الإنجليزية]‏، انتخب نائب دييل عن دائرة دبلن الغربية [الإنجليزية]‏ وقد انضم خلال فترته النيابية [الإنجليزية]‏ (9 مارس 2011 – 3 فبراير 2016)  للكتلة البرلمانية الحزب الاشتراكي [الإنجليزية]‏.

## وصلات خارجية
- الموقع الرسمي